# Hugo Évora
Hugo Miguel Magalhães Évora (Queluz, 17 febbraio 1981) è un ex calciatore capoverdiano, di ruolo difensore.

## Carriera

### Club
Ha giocato nella massima serie rumena e nelle serie minori portoghesi.

### Nazionale
Nel 2005 ha giocato una partita con la nazionale capoverdiana.

## Statistiche

### Cronologia presenze e reti in nazionale
| Cronologia completa delle presenze e delle reti in nazionale ― Capo Verde | Cronologia completa delle presenze e delle reti in nazionale ― Capo Verde | Cronologia completa delle presenze e delle reti in nazionale ― Capo Verde | Cronologia completa delle presenze e delle reti in nazionale ― Capo Verde | Cronologia completa delle presenze e delle reti in nazionale ― Capo Verde | Cronologia completa delle presenze e delle reti in nazionale ― Capo Verde | Cronologia completa delle presenze e delle reti in nazionale ― Capo Verde | Cronologia completa delle presenze e delle reti in nazionale ― Capo Verde |
| Data                                                                      | Città                                                                     | In casa                                                                   | Risultato                                                                 | Ospiti                                                                    | Competizione                                                              | Reti                                                                      | Note                                                                      |
| ------------------------------------------------------------------------- | ------------------------------------------------------------------------- | ------------------------------------------------------------------------- | ------------------------------------------------------------------------- | ------------------------------------------------------------------------- | ------------------------------------------------------------------------- | ------------------------------------------------------------------------- | ------------------------------------------------------------------------- |
| 8-10-2005                                                                 | Praia                                                                     | Capo Verde                                                                | 0 – 4                                                                     | Ghana                                                                     | Qual. Mondiali 2006                                                       | -                                                                         | 61’                                                                       |
| Totale                                                                    |                                                                           | Presenze                                                                  | 1                                                                         |                                                                           | Reti                                                                      | 0                                                                         |                                                                           |